# A Diamond Is a Hard Rock
A Diamond Is a Hard Rock è il secondo album dei Legs Diamond, pubblicato nel 1978 per l'etichetta discografica Mercury Records.

## Tracce
1. Diamond Is a Hard Rock (Prince, Sanford) 3:16
2. Waiting (Romeo) 4:54
3. Long Shot (Prince)	3:31
4. Woman (Diamond, Romeo, Sanford) 6:41
5. Jailbait (Diamond, Sanford) 3:20
6. I Think I Got It (Romeo) 2:51
7. Evil (Prince, Romeo) 5:21
8. Live a Little (Prince, Romeo) 3:26
9. Flyin' Too High (Romeo) 3:32
10. High School Queen [Original Version] (Legs Diamond) 2:27 (bonus track)

## Formazione
- Rick Sanford - voce, percussioni, flauto
- Roger Romeo - chitarra solista
- Mike Prince - chitarra ritmica, tastiere
- Michael Diamond - basso
- Jeff Poole - batteria, percussioni